# Гаральд Шмідт
Гаральд Франц Шмідт (нім. Harald Franz Schmidt; нар. 18 серпня 1957, Новий Ульм) — німецький актор, комік, телеведучий і письменник, найвідоміший як ведучий двох популярних німецьких шоу в нічний час. Найбільшу популярність Шмідт здобув завдяки нічний гумористичній програмі «Гаральд Шмідт Шоу» на каналі Sat.1, яку він вів з 1995 по 2003 рік.

## Життєпис
Батькі Шмідта походять з німецькомовної етнічної групи Чехословаччини. Його батько Антон (1916—2010) походив із Карлових Вар у Західній Богемії, його мати Марта (1936—2021) з міста Мікулов у південній Моравії. Шмідт, який виріс у Нюртінгені, був хлопчиком із католицьких бойскаутів і стверджує, що виріс у суворо католицькій родині. Після навчання в церковній музичній школі в Роттенбурзі-на-Неккарі він згодом став церковним музикантом зі ступенем C і працював органістом у католицькій парафії св. Іоанна в Нюртінгені.
Після відвідування гімназії Макса Планка та гімназії Гельдерліна, повторюючи один навчальний рік, Шмідт отримав свій атестат (нім. Abitur) у 1977 році. Після завершення громадської роботи в католицькому парафіяльному офісі Шмідт вивчав акторську майстерність з 1978 по 1981 рік у Державному університеті музики та сценічних мистецтв у Штутгарті. Щоб налагодити контакти з телебаченням, у 1983 році Шмідт подав заявку до Школи журналістики імені Анрі Наннена в Гамбурзі, але не пройшов остаточний відбір із близько 100 інших претендентів.
Шмідт живе зі своєю партнеркою Еллен Хантш у Кельні-Марієнбурзі та має п'ятьох дітей.